# ウェイン・グレツキー
ウェイン・グレツキー（Wayne Gretzky、1961年1月26日 - ）は、カナダ連邦オンタリオ州ブラントフォード生れの元プロアイスホッケー選手。ポジションはセンター。ショットは左利き。オーダー・オブ・カナダ受賞者。現役引退後はNHLフェニックス・コヨーテズの共同経営者兼ヘッドコーチを務める。
多くのホッケーファンから、アイスホッケーの神様、史上最も優れたホッケー選手と称されている。愛称は"ザ・グレート・ワン"（"The Great One"）。
弟のブレント・グレツキーもNHLで13試合に出場した。また別の弟のキース・グレツキーはNHLでの出場はないもののバッファロー・セイバーズからドラフトで指名を受けている。

## 経歴

### 幼少年期
父親ウォルターの指導もあって幼少時からアイスホッケーにおける卓越した才能を開花させ、6歳の時にはもう10歳の選手に混じって活躍するほどであった。また10歳の時に、85試合378ゴールの記録を残しており、当時の『トロントテレグラム』紙（後の『トロント・サン』）にはグレツキーを紹介する記事が掲載された。14歳で、20歳の選手とともにプレーしたのち、キャリアアップのために故郷のブラントフォードを後にした。この頃初めて代理人との契約を行った。
16歳の1年間はジュニア選手を対象とするオンタリオホッケーリーグ所属のスーセントマリー・グレイハウンド（Sault Ste. Marie Greyhounds）で活躍した。この頃から、グレツキーは背番号99を着用し始めた（この背番号99は、後にNHL全チームの永久欠番となる）。ちなみに、この当時グレツキーは憧れのゴーディ・ハウにあやかって9番を望んだのだが、既にチームの同僚がつけていたのでコーチのムッツ・マクファーソンの勧めもあり99番に落ちついたとされる。

### プロ入りとレイサーズ時代
1978-1979シーズン、ワールド・ホッケー・アソシエーション（WHA）の数チームが当時17歳でNHLとの契約対象外だった（NHLは20歳以上）グレツキーの獲得を表明し、争奪戦の末インディアナポリス・レイサーズ （Indianapolis Racers）と契約しプロ生活をスタート。デビュー4戦目となる1978年10月20日の対エドモントン・オイラーズ戦で初ゴールを決め、出場8試合で3ゴールと順調なスタート切ったが、当時深刻な財政難に陥っていたレイサーズはグレツキーの放出を決意（その後レイサーズは12月12日に25試合を消化したところで存続を断念）。

### オイラーズ時代
1978年11月2日にグレツキー他2選手の契約はオイラーズのオーナー、 ピーター・ポクリントンが買い取った。オイラーズで72試合に出場、2チーム合計で46ゴール、64アシストと活躍し、WHAの最後の新人王となった。
1978-1979シーズン終了後にWHAは閉鎖、オイラーズを含む4チームがNHLに加入した（他はケベック・ノルディクス、ウィニペグ・ジェッツ及びハートフォード・ホエーラーズ）。
1979-1980シーズン、グレツキーは異例の18歳でNHLデビューを飾る。このシーズンでハート記念賞（リーグ最優秀選手賞）を受賞（以後8年連続）。加えて最多ポイント記録137をマーセル・ディオンと分かちあった。なお、アート・ロス記念賞（リーグ最多スコアラー賞）は、ゴール数の多かったディオンが受賞したが、グレツキーの出場試合数はディオンのそれよりも少なかった。グレツキーは、前年にプロ経験があったためカルダー記念賞（NHL最優秀新人賞）の受賞は逸した（なお、後にルール改正がされ、ティーム・セラニは前年にプロ経験があるにもかかわらず、年間76ゴールによりこの賞を受けることができた。）。
2年目には、当時のシーズン最多ポイント記録164を打ちたて、アート・ロス記念賞（レギュラーシーズン得点王、以後7年連続）を受賞、また、2年連続でハート記念賞に輝く。当時のオイラーズは、フォワードにマーク・メシエ、グレン・アンダーソン、ヤリ・クリ、ディフェンスにポール・コフィー、ゴーリー（キーパー）にグラント・フューアら若い有力選手を擁し、これらの選手をグレツキーがキャプテンとして統率していた。
1983年にはスタンレー・カップ決勝に進出したが、4回の優勝経験を持つニューヨーク・アイランダーズの前に惜敗した。スタジアムの構造上敗退したチームは勝利チームの控室の横を通って帰路につかなければならず、この際どんちゃん騒ぎしているであろうアイランダーズを目にするのであろうと思ってこの上ない屈辱を感じたという。しかし実際に目撃したのはボロボロになり静まり返っていたが、どこか満足そうなアイランダーズの面々であり、このことから勝利には大きな犠牲が伴うことを学び、翌シーズンで絶対にスタンレーカップを手にすることを誓ったという。
1984年に両チームは再び決勝で合いまみえたが、今度はオイラーズが勝利しその後4年間で3度の優勝の先鞭をつけた。
NHL所属2年目だけでも、ボビー・オアが持っていた年間最多アシスト記録、フィル・エスポジトの年間最多ポイント記録を突破した。1981年にはホッケーで最も重要視される50試合50ゴールの記録を更新した（従来は、"ロケット"・リシャール (1944-1945) とマイク・ボッシー（1980-1981）が達成している。）。この記録は、1981年12月30日にエドモントンのシーズン39戦目、対フィラデルフィア・フライヤーズ戦において達成された（グレツキーは同試合で5ゴールを上げ、試合は7対5でエドモントンの勝利）。
1982年2月24日には、対バッファロー・セイバーズでチームの勝利（6対3）に貢献する4ゴールを上げ、フィル・エスポジトの持つシーズン最多ゴール76の記録を更新。結局このシーズンにおいて80試合92ゴール、212ポイントの記録を残した。
さらに1985-1986シーズンには自己の持つ最多ポイント記録を215に塗り替えるとともに、年間最多アシスト163の新記録（以下「記録」ないし「新記録」はグレツキーの達成時点。）を打ち立てた。

### キングス時代
1988年8月9日にチームメイトのマーティ・マクソーリー (Marty McSorley) 、マイク・クルシェルニスキ（Mike Krushelnyski）らとともに、ロサンゼルス・キングスに移籍した。移籍の見返りは、選手として ジミー・カーソン (Jimmy Carson) 、マルタン・ジェリナ (Martin Gelinas) 、金銭（1500万ドル）並びにキングスの1989、1991、1993三ヵ年のドラフトにおける第1順目の選択権であった。このトレードの情報が伝わると、カナダ国民の多くが憤慨したため、ある議員が政府に対しこれを止めさせるように働きかけを行ったり、オイラーズのオーナーであるポクリントン （Pocklington）の人形が公衆の面前で焼かれるなどの騒動があった。カナダ国内にはグレツキー自身を「裏切り者」とみなすものが増え、このトレード以降国内におけるグレツキー人気が凋落したとする見方もある。
カナダでの反応に対して、ロサンゼルスでは従来はアイスホッケーに関心を持たなかったファン層の掘り起こしにつながり、初年度の観客動員数を著しく増加させた。当時ロサンゼルス・キングスがホーム試合を開催したグレート・ウェスタン・フォーラムでは、プレーオフまでの各試合でチケットの売り切れが頻繁に起こった。かつてグレツキーが所属した強豪チームと比べるとキングスは弱小と目されたチームであったが、グレツキーは新生キングスをリンクの内外に渡って統率し、スタンレー・カップにおいて前年度覇者の古巣オイラーズに対し、1勝3敗の逆境から挽回して見事4勝3敗の優勝という衝撃的な大番狂わせを演じた。グレツキーの南カリフォルニアへの登場は「NHLの版図」を塗り替えたと評価する向きも多い。カリフォルニアには、3つのNHLチームが所在することとなった。
1993年のスタンリー・カップ決勝進出でピークを迎えた。シリーズ初戦に勝利した後は、モントリオール・カナディアンズに4連敗を喫した。チームは継続的に選手やコーチを入れ替えたが、1998年まで再びプレーオフ進出すら果せず、長期低迷が続いた。

### ブルース時代
1996年2月27日に、パトリス・ターディフ (Patrice Tardif) 、ロマン・ボパット (Roman Vopat) 、クレイグ・ジョンソン（Craig Johnson）の3選手及びドラフトの選択権とのトレードでセントルイス・ブルースへ移籍した。31試合（レギュラーシーズン及びプレイオフも含む）に出場し37得点を挙げ、地区の決勝において延長戦に突入した試合もあったが、大方の期待に反してチームや点取り屋のブレット・ハルとプレーの反りがあわなかった。

### レンジャーズ時代

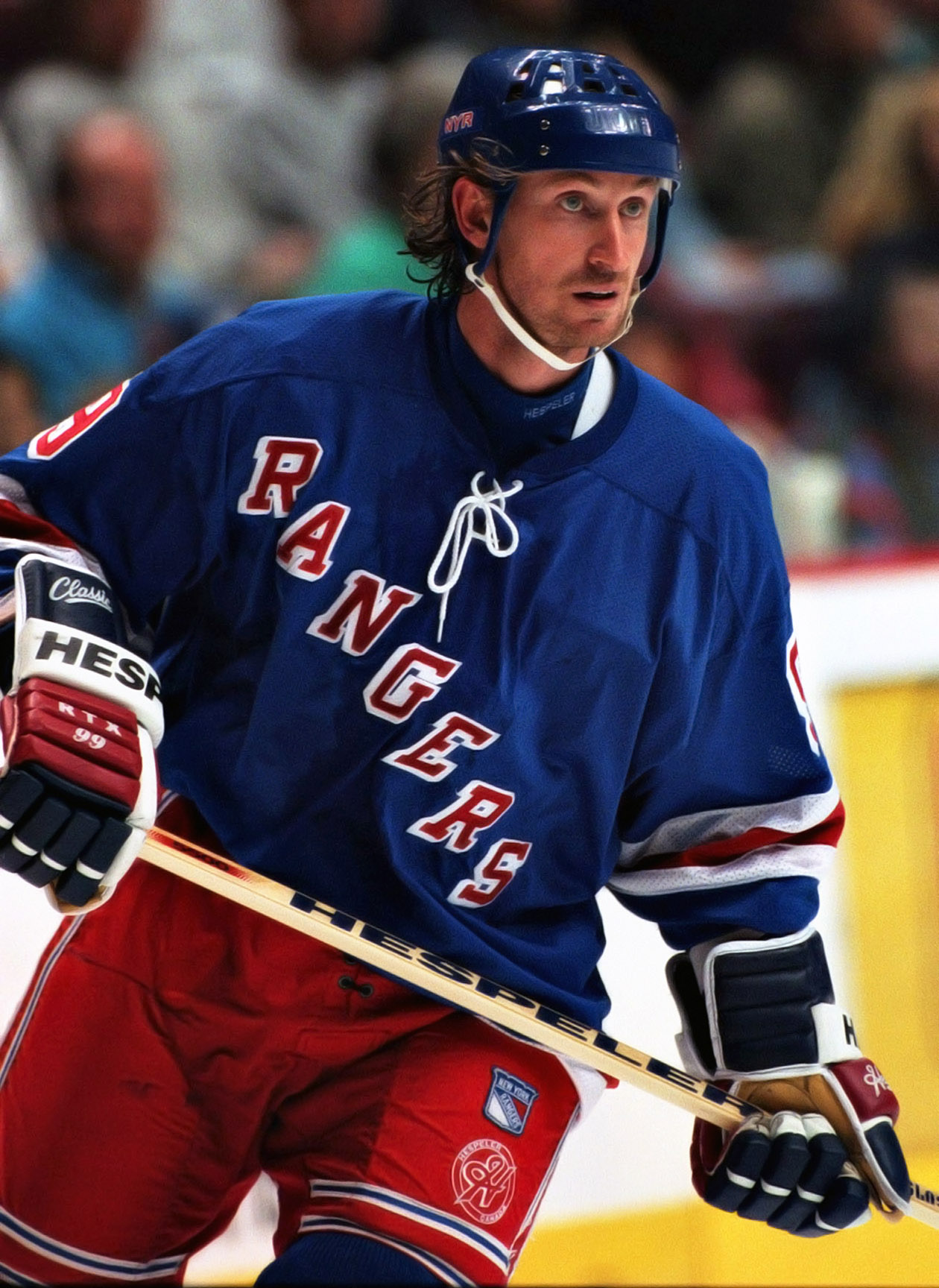
ニューヨーク・レンジャーズ時代

1996年7月21日にフリーエージェントとしてニューヨーク・レンジャースに移籍した。
レンジャースで3年間プレーし、1997年の地区決勝進出に貢献した後、現役生活を引退した。NHL公式戦における最終出場戦は、1999年4月16日にカナダで行われた。また、引退試合は同年4月18日対ピッツバーグ・ペンギンズ戦で、この試合は延長戦に突入したが2対1で負けに終わった。この試合で歌われたカナダ国歌はグレツキーの旅立ちを惜しんで、O Canada, we stand on guard for theeの箇所はWe're going to miss you Wayne Gretzky（ウェイン・グレツキーがいなくなると寂しくなるなあ）と替え歌された。また、アメリカ合衆国国歌もthe land of the freeの部分がthe land of Wayne Gretzkyと替え歌された。また、16日、18日の両試合における第1位から第3位までのスター選手賞すべてがグレツキーに与えられた（注）。
- （注）プロホッケーの場合、試合終了後にその試合のベストプレーヤー3人を選出し賞が与えられることがある。

### 引退後
2003年、グレツキーはエドモントン・オイラーズのNHL加入25周年記念を祝うため、リンク上に姿を見せた。「ヘリテイジ・クラシック（Heritage Classic）」と名付けられたこの試合はNHL史上初の野外試合であるが、先立って行われたエキシビジョン試合（対モントリオール・カナディアンズ）において、グレツキーは他のオイラーズOBとともに出場した。後にこの試合の模様はDVD化されている。

## 代表歴
グレツキーは、日本の長野市で開催された1998年冬季オリンピックに出場している。カナダチームに対する期待は高かったものの、マリオ・ルミュー（1987年カナダ・カップにおいてグレツキーと絶妙のコンビを発揮）やその他有力選手の怪我による欠場があり、カナダはフィンランドに敗れて4位に終わった。この結果については、コーチの守備選手の選択ミスやシュート・アウトにおいてゴーリーのドミニク・ハシェックに対してグレツキーを登場させなかったことに帰着せしめようとする声もある。
ユタ州ソルトレイクシティで開催された2002年冬季オリンピックでは、グレツキーはカナダホッケーチームの総監督を務めた。2002年2月18日の記者会見では、報道陣の前でカナダ人の代表チームに対する反応や支援の少なさにいらいらして、これを激しく非難する発言を行った。これについては、彼は選手のプレッシャーを払いのけるために、単に前コーチのグレン・セイサー（Glen Sather）の書いた文書を借用しただけだとの観測もある。
この大会でカナダは、アメリカ合衆国を破って金メダルを獲得した。エドモントン・ウォータールー・マーキュリーズ以来実に50年ぶりの金メダル獲得であった。
なお、2005年の世界アイスホッケー選手権大会の監督を依頼されたが、母親が癌を患っており、母親の健康状態を理由に断っている。公式には監督ではないものの決定に対して諮問される立場にあった。この大会でカナダは、銀メダルを獲得した。
2010年バンクーバーオリンピックの開会式にて、聖火最終ランナーとして登場した。開会式を生中継していたNHKのアナウンサー武田真一は「グレート・ワン」の表現で紹介した。

## 詳細情報

### 通算成績
| 1976-77  | ピーターボロ・ペッツ             | OHA | 3    | 0   | 3    | 3    | 0   | --  | --  | --  | --  | -- |
| 1977-78  | スーセントマリー・グレイハウンズ | OHA | 64   | 70  | 112  | 182  | 14  | --  | --  | --  | --  | -- |
| 1978-79  | インディアナポリス・レイサーズ   | WHA | 8    | 3   | 3    | 6    | 0   | --  | --  | --  | --  | -- |
| 1978-79  | エドモントン・オイラーズ         | WHA | 72   | 43  | 61   | 104  | 19  | 13  | 10  | 10  | 20  | 2  |
| 1979-80  | エドモントン・オイラーズ         | NHL | 79   | 51  | 86   | 137  | 21  | 3   | 2   | 1   | 3   | 0  |
| 1980-81  | エドモントン・オイラーズ         | NHL | 80   | 55  | 109  | 164  | 28  | 9   | 7   | 14  | 21  | 4  |
| 1981-82  | エドモントン・オイラーズ         | NHL | 80   | 92  | 120  | 212  | 26  | 5   | 5   | 7   | 12  | 8  |
| 1982-83  | エドモントン・オイラーズ         | NHL | 80   | 71  | 125  | 196  | 59  | 16  | 12  | 26  | 38  | 4  |
| 1983-84  | エドモントン・オイラーズ         | NHL | 74   | 87  | 118  | 205  | 39  | 19  | 13  | 22  | 35  | 12 |
| 1984-85  | エドモントン・オイラーズ         | NHL | 80   | 73  | 135  | 208  | 52  | 18  | 17  | 30  | 47  | 4  |
| 1985-86  | エドモントン・オイラーズ         | NHL | 80   | 52  | 163  | 215  | 46  | 10  | 8   | 11  | 19  | 2  |
| 1986-87  | エドモントン・オイラーズ         | NHL | 79   | 62  | 121  | 183  | 28  | 21  | 5   | 29  | 34  | 6  |
| 1987-88  | エドモントン・オイラーズ         | NHL | 64   | 40  | 109  | 149  | 24  | 19  | 12  | 31  | 43  | 16 |
| 1988-89  | ロサンゼルス・キングス           | NHL | 78   | 54  | 114  | 168  | 26  | 11  | 5   | 17  | 22  | 0  |
| 1989-90  | ロサンゼルス・キングス           | NHL | 73   | 40  | 102  | 142  | 42  | 7   | 3   | 7   | 10  | 0  |
| 1990-91  | ロサンゼルス・キングス           | NHL | 78   | 41  | 122  | 163  | 16  | 12  | 4   | 11  | 15  | 2  |
| 1991-92  | ロサンゼルス・キングス           | NHL | 74   | 31  | 90   | 121  | 34  | 6   | 2   | 5   | 7   | 2  |
| 1992-93  | ロサンゼルス・キングス           | NHL | 45   | 16  | 49   | 65   | 6   | 24  | 15  | 25  | 40  | 4  |
| 1993-94  | ロサンゼルス・キングス           | NHL | 81   | 38  | 92   | 130  | 20  | --  | --  | --  | --  | -- |
| 1994-95  | ロサンゼルス・キングス           | NHL | 48   | 11  | 37   | 48   | 6   | --  | --  | --  | --  | -- |
| 1995-96  | ロサンゼルス・キングス           | NHL | 62   | 15  | 66   | 81   | 32  | --  | --  | --  | --  | -- |
| 1995-96  | セントルイス・ブルース           | NHL | 18   | 8   | 13   | 21   | 2   | 13  | 2   | 14  | 16  | 0  |
| 1996-97  | ニューヨーク・レンジャース       | NHL | 82   | 25  | 72   | 97   | 28  | 15  | 10  | 10  | 20  | 2  |
| 1997-98  | ニューヨーク・レンジャース       | NHL | 82   | 23  | 67   | 90   | 28  | --  | --  | --  | --  | -- |
| 1998-99  | ニューヨーク・レンジャース       | NHL | 70   | 9   | 53   | 62   | 14  | --  | --  | --  | --  | -- |
| 20 Years | 合計                             | NHL | 1487 | 894 | 1963 | 2857 | 596 | 208 | 122 | 260 | 382 | 68 |

### 記録及び受賞歴等
グレツキーは、1999年4月18日の引退時点で61個のNHL記録を保持していた（内訳は、レギュラーシーズン40、プレーオフ15、オールスター戦6）。
一シーズンにおける記録としては、ゴール数 (92)、アシスト数 (163) 及びポイント数 (215)、点取り屋の試金石とされる50試合50ゴールの最短到達記録（39試合目）などを持つ。また、プレイオフ通算記録としては、ゴール数 (122)、アシスト数 (260) 及びポイント数 (382) も持つ。さらに、レギュラーシーズン通算では、ゴール数 (894)、アシスト数 (1963) 及びポイント数 (2857) を記録している。彼の生涯アシスト数だけをもってしても、NHLの最多獲得ポイント選手となることができたであろう。 
ハート記念賞を9度（うち8度は1980年から1987年まで連続）受賞している。ちなみに、グレツキーは北米地区におけるプロスポーツ界で最優秀選手賞を最も多く受賞した選手である。また、アート・ロス記念賞（リーグ最多スコアラー）を10度（うち7度は1981年から1987年まで連続）、コーン・スマイス賞を2度、レスター・B・ピアソン賞（選手が選ぶ優秀選手賞）を5度、レディ・ビング記念賞（フェアプレー）を5度それぞれ受賞している。
また、オールスター戦における最優秀選手賞も3度獲得している（最多受賞タイ記録）。オールスター戦においては、ファーストチームのセンターを8度、セカンドチームのセンターを7度務める栄誉を与えられており、これらの合計回数及びオールスター出場回数 (18) は、ゴーディ・ハウ及びレイ・ボークに次ぐ。  
1982年、グレツキーはホッケー選手、そしてカナダ人としては初めてAP社主催の年間最優秀男性運動選手 (Associated Press Male Athlete of the Year) に選出された。また、同年雑誌『スポーツ・イラストレーテッド』からは、スポーツマン・オブ・ザ・イヤーを受賞。1990年には、AP社から10年間の最優秀男性運動選手 (Male Athlete of the Decade) に選ばれた。
1984年6月25日には、エドモントン・オイラーズ時代におけるアイスホッケーに対する顕著な貢献を称えられ、カナダ最高の勲章であるオーダー・オブ・カナダを受章した。ただし、授章式典はNHLのシーズン期間中に行われる慣例であるため、実際に受勲するのはこの13年7ヵ月後となった（この間カナダ総督は2人も交代していた）。
1999年11月22日に、3年間の待機期間を待たずして特例でホッケーの殿堂入りを果す。このときNHLは、この特例が適用される選手はおそらく今後は登場しないであろうとの声明を発表した。また、この殿堂入りの日に至るまでの彼の心情を綴った日誌はカナダ中の新聞に共同配信された。さらに彼のユニフォームの背番号99番を全NHLチームの永久欠番とすることも同時に発表された。
1999年には、ESPN が選出する「20世紀最高の運動選手」の第5位に名を連ねた。このとき、グレツキーの上位に選ばれたのは、マイケル・ジョーダン、ベーブ・ルース、モハメド・アリ、ジム・ブラウンであった。

### 驚異的な記録・事実
- 年間50ゴールを上げた最年少選手
- マーセル・ディオンの現役時代の年間最多ポイントは137であるが、グレツキーはNHL参加初年度でこの記録に並び、その後10シーズンに渡ってこれを下回ることがなかった。（1991-1992シーズンには及ばず121）
- 当時はルーキーとはみなされなかったが、参加初年度で一試合8ポイント及び7アシストを上げたのは新記録。
- ボビー・オアはNHL 史上最高のプレーヤーの一人に数えることができるが、グレツキーは2年目にボビーの持つ年間アシスト記録102を上回る109を樹立し、その後1991-1992シーズンに至るまで102を下回ることがなかった。
- シーズン2年目にはスーパースターと称されたフィル・エスポジトの持つ年間最多ポイント152を破る164を記録。さらにNHLの近代化以降、一試合平均2ポイントを記録した史上初の選手である。
- シーズン3年目には当時破るのが不可能と考えられていた記録の数々、すなわち39試合で50ゴール、エスポジトの持つ年間76ゴール、年間200ポイントの大台などをことごとく突破した。（このシーズンは、212ポイント、92ゴール、120アシストの成績）
- 212ポイントを上げた前年と比較して4年目の1982-1983シーズンは、196ポイントに終わったが、それでも125アシストの新記録を樹立した。
- グレツキーは、唯一の年間200ポイントを達成した選手であるが、彼は、この記録を1981-1982シーズンから1985-1986シーズンの5年間に4度達成している。
- 5年目の1983-1984シーズンは、51試合連続ポイントを記録。この間、61ゴール、92アシスト、153ポイントを上げ、これは実に一試合平均すれば3ポイントに当たる。なおこの期間のほとんどを肩を脱臼した状態で出場していたことは驚嘆に値する。この記録が途絶えた後は、肩の治療のため6試合休場している。
- 50試合以下での50ゴール到達を現役時に3度記録。（なおブレット・ハル (Brett Hull) は2度達成）
- シーズンを通じ一試合平均2アシストを達成したのは、1985-1986シーズンのグレツキーのみ。この期間80試合で163アシスト（一試合平均2以上のアシスト）を行いながら、かつ自ら52ゴールも上げた。
- 1989年は、ゴーディ・ハウのもつ現役最多ポイントの記録（26年間で1850ポイント）をわずか10年間で更新。グレツキーは10年間に渡って年間平均180ポイント以上を上げ続けた。この平均ポイントは、マリオ・ルミュー (Mario Lemieux) を除き他の選手の年間自己ベストを上回る。（ルミューの自己ベストは199ポイント）
- 仮にグレツキーの上げたすべてのゴールを除外したとしても、最多スコアラーとしてアート・ロス記念賞を4度も獲得できただろうし、現役最多ポイントをも獲得できたであろう。というのも、彼の1963アシスト記録は、ゴーディ・ハウの1850ポイントやマーク・メシエの1887ポイントをも上回るからである。

## 人物

### 王室並みの結婚式
1984年にグレツキーは、ショー『ダンス・フィーバー（Dance Fever）』の審査員として出演したときにアメリカ人女優でダンサーのジャネット・ジョーンズと知り合った。しかし、1987年までは付き合いは始めていなかった。
1988年7月17日にアルバータ州エドモントンのセント・ジョセフ聖堂での結婚式は、マスコミによって「王室の結婚式（The Royal Wedding）」と喧伝され、カナダ国内にその映像が生放送された。エドモントンの消防署員が警備員として聖堂の階段に立った。また、結婚式の費用は優に100万ドルを超えるとされ、新婦ジャネットの衣装だけでも4万ドル掛かったと伝えられる。その後、夫妻は5人の子供（Paulina, Ty, Trevor, Tristan, Emma）をもうけている。その後、アメリカ合衆国に帰化し、二重国籍となっている。

### リンク外での活動
エドモントンなどでは、ソフトドリンク、ジーパンから壁紙、枕カバー、シリアル、チョコバーや人形に至るまでグレツキーの顔であふれている。また、レンタカー会社、自動車会社、清涼飲料水、ファーストフード、スープ、運動用具、保険会社、医薬品、金融機関及び家電メーカーなどの広告にも登場している。
Mike Leonetti の書いた児童用の物語『Gretzky's Game』（ISBN 1-55192-851-5）では、アイスホッケー好きな主人公の少年のアイドルとしてグレツキーが描かれている。
テレビでは1989年に『サタデー・ナイト・ライブ』のホストを務めた。また1992年の漫画番組『プロスター』やコンピューター・ゲームなどに肖像を提供している。雑誌では1997年に『Cigar Aficionado』の表紙を妻とともに飾っている。また、1998年に男性向けファッション事業を始めるとともに、電話カード会社ともライセンス契約を結んだ。さらに、レストラン、スポーツ用具店を所有するほか、ローラー・ホッケーリンクのチェーンを共同経営している。
引退後は、南カリフォルニアの Power Automotive Group や Tylenol Arthritis Formula のスポークスマンともなっている。雑誌『フォーブズ』の推計によれば、1990年から1998年まででホッケー及び広告などにより9380万ドルを稼いだとされている。
現役時代から馬主として競走馬を所有していた。1991年のジャパンカップ勝ち馬ゴールデンフェザントは、勝利の時点ではグレツキーが共同馬主の一人であったが、レース翌日に社台ファームに売却している。
2000年に、NHLのフェニックス・コヨーテズ の Alternate Governor 及び Managing Partnerに就任。グレツキーは、チームの出資の17%を保有している。
2004年には、CBC のアンケート投票により「最も偉大なカナダ人ベスト10」の一人に選出された。
また「グレツキー」の名称は、コーヒーチェーン「ティムホートンズ」の伝説的なコーヒー（彼の背番号にちなんで、ミルクと砂糖を9つずつ加えたもの）の愛称ともなっている。

### 野球マニアとして
無類の野球好きで、アイスホッケーだけでなく陸上競技や野球でも注目されていた。子供の頃のグレツキーはアイスホッケーよりも野球をやりたがっていた。カナダ放送協会（カナダの公共放送）の取材をうけた少年時代には、記者からの「将来はプロのホッケー選手になりたい？」という質問に対して「うん。それか野球選手のどっちかになりたい。」と答えている。
2008年の9月にフェニックス・コヨーテズのホームアリーナで受けたインタビューにあっては、さっそく『グレートワン』と呼んできた記者らに対して次のようなことを言っている。『諸君、本当のグレートワンは3000安打のイチローだよ。私は大の野球ファンなんだ。できたら、イチローに会わせてくれないか？』
野球カードを収集しており、現存する最も価値のある野球カードである「T206ホーナス・ワグナー」の前保持者で、競売にかけたところ235万ドル（約2億8,000万円）で落札されている。現在は息子が野球をやっており、子供の野球チームのコーチもしている。

## 家族
息子のトレバー・グレツキーは元プロ野球選手で、2011年のMLBドラフト7巡目でシカゴ・カブスから指名を受けている。